# Camilla Andersen
Camilla Andersen (Gentofte, 5 de julho de 1973) é uma handebolista profissional dinamarquesa, bicampeã olímpica.
Camilla Andersen fez parte dos elencos medalha de ouro, de Atlanta 1996 e Sydney 2000.

## Vida pessoal
Em 2000, relacionou-se com a jogadora de handebol norueguesa Mia Hundvin, mas o casal se separou três anos depois. A Sports Illustrated publicou uma extensa matéria sobre as duas, que são celebridades muito comentadas em seus países.